# Ginkgoals
Les ginkgoals (Ginkgoales) són un ordre de gimnospermes, l'únic de la classe ginkgoòpsides (Ginkgoopsida) i de la divisió ginkgòfits (Ginkgophyta). L'ordre inclou quatre famílies extintes, i només una actual, Ginkgoaceae, amb una sola especie vivent, Ginkgo biloba.

## Història
Els ginkgòfits i els cicadòfits van divergirt en una data molt antiga, a principis del Carbonífer. El primer representant del grup en el registre fòssil és probablement Trichopitys de l'Asselià (principis del Permià, fa 299-293 milions d'anys) de França. Els primers representants del Ginkgo, amb òrgans reproductors similars a l'espècie viva, van aparèixer al Juràssic mitjà, juntament amb altres formes relacionades com Yimaia i Karkenia, que tenen estructures reproductores ordenades de manera diferent i llavors associades a fulles semblants al Ginkgo.
La diversitat de les ginkgoals va disminuir durant el Cretaci superior i el Cenozoic, coincidint amb l'expansió de les angiospermes, junt amb tots els ginkgòfits que, a part del ginkgo, es van extingir a finals del Cretaci. L'únic ginkgòfit que quedava era el Ginkgo adiantoides, una espècie polimòrfica. Els ginkgos moderns són originaris de la Xina.

## Taxonomia
L'ordre Ginkgoales inclou 5 famílies, quatre de les quals extintes:
- Família Ginkgoaceae
- Família Karkeniaceae †
- Família Umaltolepidiaceae †
- Família Yimaiaceae †
- Família Schmeissneriaceae †

Incertae sedis
- Família Sphenobaiera †